# Pyramica hiroshimensis
Pyramica hiroshimensis är en myrart som först beskrevs av Kazuo Ogata och Keiichi Onoyama 1998.  Pyramica hiroshimensis ingår i släktet Pyramica och familjen myror. Inga underarter finns listade i Catalogue of Life.